# Mikojan-Gurevič MiG-15
Mikojan-Gurevič MiG-15 (rusko Микоян и Гуревич МиГ-15) z Natovo oznako Fagot je bilo sovjetsko enomotorno reaktivno lovsko letalo, ki je zaslovelo v korejski vojni. Skupaj so izdelali okoli 12.000 primerkov tega izjemnega lovca v vseh mogočih izvedbah.

## Zasnova in razvoj letala
Večina prvih reaktivnih letal je imela obliko klasičnih lovcev z ravnimi krili, ki pa so se izkazala za slabo rešitev. Prav zato so že med drugo svetovno vojno nemški inženirji začeli s poskusi s puščičasto oblikovanimi krili, ki dajejo večji vzgon pri večjih hitrostih in zmanjšujejo vrtinčenje zraka na konicah kril. Tako so pri Focke-Wulfu začeli s testiranjem reaktivnega lovca Focke-Wulf Ta-183, po katerem naj bi prevzela obliko tudi snovalca sovjetskih letal Artem Mikojan in Mihail Josifovič Gurevič. Trditev, da je MiG-15 v veliki meri kopija nemškega letala, morda niti ni tako zgrešena, saj je znano, da so Sovjeti po koncu druge svetovne vojne iz Nemčije v Sovjetsko zvezo prepeljali kar nekaj Ta-183 v različnih fazah izgradnje.
Večje težave so imeli Sovjeti z izdelavo reaktivnega motorja, ki jim ga ni nikakor uspelo kopirati od Nemcev. Brezuspešno so se trudili narediti svojo različico slovitega nemškega motorja HeS-011, nazadnje pa sta sovjetski letalski minister Mihail Kruničev in letalski konstruktor Aleksander Sergejevič Jakovljev predlagala Stalinu, naj Sovjetska zveza odkupi nekaj preizkušenih reaktivnih motorjev od Združenega kraljestva.
Na veliko začudenje so Britanci Sovjetom prodali licenco za izdelavo motorjev Rolls-Royce Nene, ti pa so na njihovi osnovi končno uspeli izdelati svoj motor. To je uspelo takrat že uveljavljenemu konstruktorju letalskih motorjev Vladimirju Klimovu. Novi motor z oznako Klimov RD-45 naj bi nato začeli vgrajevati v novo sovjetsko reaktivno lovsko letalo.
15. aprila 1947 je zasedanje ministrov izdalo dekret #493-192, s katerim so konstrukcijskemu biroju Mikojan naročili izdelavo dveh prototipov novega letala. Zaradi kratkega roka se je biro zatekel k delno spodletelemu modelu MiG-9. Letalo so opremili z novim motorjem ter ga predelali (spremenili zasnovo kril v puščičasta ter spremenili repni del letala). Novi prototip so izdelali v dveh primerkih ter ga poimenovali I-310.
I-310 je bil za tiste čase sodoben lovec, s krili in repnimi stabilizatorji pod kotom 35° glede na trup. Za tiste čase je imel tudi odlične letalne sposobnosti. Dosegel je hitrost 1.040 km/h, bil pa je tudi zelo okretno letalo. Njegov edini domači tekmec je bilo letalo zelo podobnega ustroja Lavočkin La-168, ki pa ga je Mikojanov proizvod na natečaju za novo lovsko letalo Sovjetske zveze premagal. Letalo je prišlo v serijsko proizvodnjo pod imenom MiG-15, prvi serijski lovec pa je poletel 31. decembra 1948. V službo so ga uradno sprejeli leta 1949, kmalu pa je dobil NATO kodno ime Fagot. Prva letala so imela pomanjkljivost v stabilnosti leta. Letalo je namreč v vodoravnem letu »vleklo« levo ali desno, kar so pri kasnejših letalih rešili z uporabo tako imenovanih »nožev«, aerodinamičnih stabilizatorjev, ki so jih mehaniki lahko nastavljali toliko časa, da je letalo letelo naravnost.
Izboljšana različica letala, imenovana MiG-15bis (»bis« je latinska beseda za ponovno) je ugledala luč sveta leta 1950, opremljena pa je bila z novim motorjem Klimov VK-1, ki je bil v bistvu le izboljšana verzija motorja RD-45. Rahlo je bila izboljšana tudi aerodinamika letala ter del avionike. Te spremembe naj bi po sovjetskih trditvah omogočile prebijanje meje zvočnega zidu v strmoglavem letu, kar pa v praksi ni bilo nikoli potrjeno, saj naj bi letalo pri približevanju tej hitrosti postalo izredno težko obvladljivo.

## Vloga
MiG-15 je bil izdelan za prestrezanje ameriških strateških bombnikov, kot je bil Boeing B-29, pri čemer so Sovjeti za teste uporabili zasežene supertrdnjave, pa tudi svoje kopije, letala Tupoljev Tu-4. Za ta namen so MiG-15 oborožili z močnimi topovi, nameščenimi v nos letala. Tako je imel ta lovec v nosu dva 23 mm topova s po 80 granatami in enega 37 mm s 40 granatami. Močni topovi pa so imeli več pomanjkljivosti, predvsem nizko hitrosto izstrelkov ter nizko kadenco, ki je prišla do izraza v neposednih zračnih dvobojih z drugimi lovci.
Ena najbolj razširjenih različic tega lovca je bila dvosedežna šolska različica, imenovana MiG-15UTI (NATO kodno ime »Midget«). Ta je ostal do poznih sedemdesetih let 20. stoletja edini šolski lovec za napredno urjenje pilotov Varšavskega pakta, ker biro Mikojan-Gurevič ni izdeloval šolskih različic kasnejših letal MiG-17 in MiG-19. Osnovno urjenje pa so izvajali na češkoslovaških letalih Aero L-29 Delfin (NATO: 'Maya') in Aero L-39 Albatros ter poljskih TS-11 Iskra. Edina država, ki je izdelovala šolske različice MiGov 17 in 19, je bila tako Ljudska republika Kitajska, ta pa ni bila članica Varšavskega pakta.

## Vojaška služba
MiG-15 je hitro postal zelo iskan lovec in je bil izvožen v veliko držav vzhodnega bloka. Med prvimi državami, ki so to letalo kupile, je bila Ljudska republika Kitajska, kamor so Sovjeti v petdesetih letih dvajsetega stoletja izvozili različico MiG-15bis. V kitajski službi so ta letala doživela tudi bojni krst, saj so z njimi leteli piloti, ki so se bojevali v Koreji. Letalo se je kmalu izkazalo za razred boljše od ravnokrilih reaktivnih lovcev F-80 in Gloster Meteor, s katerimi so leteli piloti Združenih narodov. Seveda je nadvladovalo tudi klasične lovce North American P-51 Mustang in Vought F4U Corsair. Edino letalo, ki se je v zraku lahko kosalo z MiGom, je bil North American F-86 Sabre.
Vendar pa Sabre ni dosegal lovca MiG-15 in le zaradi nadpovprečne izurjenosti ameriških pilotov, ki so leteli s »sabljo«, je bil boj med tema dvema letaloma enakovreden. Zavedajoč se tega dejstva, so Američani želeli dobiti nedotaknjen primerek MiG-15 za izvajanje testov in podrobno preučitev dizajna. Zato je ameriška vlada ponudila nagrado v višini 100.000 ameriških dolarjev in politični azil pilotu, ki bi prebegnil na njihovo stran ter jim izročil »Fagota«. Septembra leta 1953 so dobili prvo letalo, ki jim ga je na letališče v Kimpu pripeljal severnokorejski pilot, poročnik No Kum-Sok, ki pa naj ne bi vedel za razpisano nagrado.
Letalo so Američani najprej preučili na tleh, za evaluacijo v zraku pa je bil izbran priznani preizkusni pilot Chuck Yeager. Pred prvim poletom so Američani zamenjali katapultni sedež z ameriškim. Yeager je v svojem poročilu zapisal, da je imel MiG-15 nekaj resnih pomanjkljivosti kar se tiče stabilnosti, v svoji avtobiografiji pa je še zapisal, da se je ob kasnejšem obisku Sovjetske zveze srečal z nekaterimi sovjetskimi piloti, ki so bili začudeni nad tem, da je Yeager s tem letalom preskušal strmoglavi let. Ta naj bi bil po njihovih besedah namreč zelo tvegan.
Letalo poročnika Noha je danes na ogled v muzeju v Daytonu, v ameriški zvezni državi Ohio.
Po korejski vojni je MiG-15 videl bojne razmere v več drugih oboroženih spopadih. Tako so z njim leteli Egipčani v sueški krizi leta 1956 in v šestdnevni vojni leta 1967. Po tem letu MiG-15 ni bil več udeležen v nobenem večjem spopadu.
Med najbolj znanimi žrtvami tega letala je tudi sloviti ruski kozmonavt Jurij Gagarin, ki je marca 1968 pri šolskem letu z letalom MiG-15UTI, navedoma zaradi slabe vidljivosti, trčil v tla ter se pri tem ubil.

## Izpeljanke
- I-310 : prototip
- MiG-15 : prvi proizvodni enosedni lovec
- MiG-15P : enosedni prestreznik izpeljanka modela MiG-15bis.
- MiG-15SB : jurišnik
- MiG-15SP-5 : dvosedna prestrezniška različica, izpeljanka MiG-15UTI.
- MiG-15T : letalo za vleko tarč
- MiG-15bis : izboljšan enosedni lovec
- MiG-15bisR : enosedno izvidniško letalo
- MiG-15bisS : enosedni spremljevalni lovec
- MiG-15bisT : enosedno letalo za vleko tarč
- MiG-15UTI : dvosedni trenažer (z dvojnimi kontrolami) (NATO kodno ime Midget)
- J-2 : kitajski MiG-15 (enosedni lovec)
- JJ-2 : kitajski MiG-15UTI dvosedni trenažer
- Lim-1 : MiG-15 izdelan po licenci na Poljskem
- Lim-1A : poljsko izvidniško letalo MiG-15 s kamero AFA-21
- Lim-2 : MiG-15bis izdelan licenčno na Poljskem
- Lim-2R : poljski jurišnik/izvidnik, izvedenka MiG-15bis
- Lim-2A : poljski jurišnik/izvidnik
- SB Lim-1 : MiG-15UTI trenažerji izdelani na Poljskem in opremljeni z motorjem RD-45
- SB Lim-2 : MiG-15UTI trenažerji izdelani na Poljskem in opremljeni z motorjem VK-1
- S-102 : MiG-15 izdelani na Češkoslovaškem pod licenco
- S-103 : MiG-15bis izdelani na Češkoslovaškem pod licenco

## Uporabniki
- Afganistan:  42 letal, med katerimi je tudi 38 MiG-15UTI. Prva nabava za kraljeve letalske sile Afgansitana v letu 1951. V uporabi do leta 1979[1].
- Albanija:  Okoli 80 letal je bilo od leta 1955 do konca 1990. v uporabi albanskih letalskih sil. Med njimi so bili sovjetski, češki in kitajski modeli.[2].
- Alžirija
- Angola
- Bolgarija
- Burkina Faso
- Kambodža
- Ljudska republika Kitajska: Še vedno uporablja trenažerje tega letala domače izdelave
- Kongo
- Kuba
- Češkoslovaška
- Nemška demokratična republika
- Egipt
- Finska: V uporabi so bili le MiG-15UTI.
- Gvineja
- Gvineja Bissau
- Madžarska
- Indonezija: Prva nabava leta 1961. Uporabljala MiG-15UTI in ostele MiG-15 kot trenažna letala med pripravami na operacijo TRIKORA leta 1962 v Zahodni Novi Gvineji (danes Papua in Papua Barat). Vzeto iz uporabe leta 1970.
- Irak
- Libija
- Madagaskar
- Mali
- Mongolija
- Maroko
- Mozambik
- Nigerija
- Severna Koreja: Še uporablja trenažerje MiG-15UTI
- Severni Vietnam
- Severni Jemen
- Pakistan
- Poljska
- Romunija
- Somalija
- Južni Jemen
- Sovjetska zveza
- Šrilanka
- Sudan
- Sirija
- Tanzanija
- Uganda
- ZDA: V 1980. so nabavili nekaj kitajskih modelov Shenyang J-4 in Shenyang J-5 za t. i. »mobile threat test« program v letalski bazi Kirtland. V uporabi jih je imela 4477. preskusna in ocenjevalna eskadrilja »Red Hats«.
- Vietnam
- Jemen